# American Recordings (álbum)
American Recordings es el trigésimoséptimo multipremiado álbum del cantante country Johnny Cash lanzado en 1994 bajo el sello discográfico American Recordings y producido por el renombrado Rick Rubin (creador del sello). En el 2003 el álbum llegó hasta la posición 364 de Los mejores 500 álbumes de todos los tiempos de la revista Rolling Stone.
El productor atrajo al cantante a que se uniera al sello American Recordings; en ese tiempo el sello era conocido por producir música rap y hard rock más que por el country. Bajo la supervisión de Rubin, Cash grabó el álbum en la sala de su casa acompañado solo de su guitarra. Por años Cash había trabajado con productores como Sam Phillips, quien hizo que su voz fuera hasta lo más esencial de su estilo musical y más reconocidamente con Jack Clement con quien también tuvo discusiones por el sonido de su voz ya que se escuchaba media turbulenta y que le agregaba muchos tipos de cuerdas a las canciones. El éxito de este álbum se debió en parte a que Rubin buscaba un estilo más minimalista en las canciones.
Las canciones «Tennessee Stud» y «The Man Who Couldn't Cry» fueron grabadas en el Viper Room, en Los Ángeles, el club nocturno a cargo del actor Johnny Depp.
El vídeo de la primera canción del álbum «Delia's Gone» (fue dirigido por Anton Corbijn y en el que aparece Kate Moss) fue emitido en la cadena MTV e incluso salió en un episodio de Beavis and Butt-Head. El álbum fue aclamado por la crítica declarando que es el álbum más fino desde principios de los 60. En las canciones «Thirteen» y «Down There by the Train» colabora con Glenn Danzig y Tom Waits respectivamente.
American Recordings ganó un Grammy en 1994 en la categoría de Mejor disco folk contemporáneo del año.

## Canciones
1. «Delia's Gone» - 2:20 
(Karl Silbersdorf y Dick Toops)
2. «Let the Train Blow The Whistle» - 2:17 
(Cash)
3. «The Beast in Me» - 2:47 
(Nick Lowe)
4. «Drive on» - 2:25
(Cash)
5. «Why Me Lord?» - 2:22 
(Kris Kristofferson)
6. «Thirteen» - 2:31 
(Glenn Danzig)
7. «Oh, Bury Me Not» - 3:54 
(John Lomax, Alan Lomax, Roy Rogers y Tim Spencer)
8. «Bird on a Wire» - 4:03 
(Leonard Cohen)
9. «Tennessee Stud» - 2:56 
(Jimmy Driftwood)
10. «Down There by the Train» - 5:36 
(Tom Waits)
11. «Redemption» - 3:05 
(Cash)
12. «Like a Soldier» - 2:51 
(Cash)
13. «The Man Who Couldn't Cry» - 5:02 
(Loudon Wainwright)

## Personal
- Johnny Cash - Guitarra y Vocalista

### Personal técnico
- Rick Rubin - Productor
- Jim Scott - Mezclador
- Stephen Marcussen - Masterización
- Christine Cano - Diseño
- Martyn Atkins - Dirección de arte y Fotografía

## Posición en listas
Álbum - Billboard (América del Norte)
| Año  | Tabla                          | Posición |
| ---- | ------------------------------ | -------- |
| 1994 | Los mejores 200 de Billboard   | 110      |
| 1994 | Álbumes Country                | 23       |
| 2003 | Mejores Álbumes en la internet | -        |

## Premios
- Grammy: Mejor disco folclórico contemporáneo.